# Landtagswahlkreis Ludwigslust-Parchim II
Der Landtagswahlkreis Ludwigslust-Parchim II (bis 2015: Ludwigslust II) ist ein Landtagswahlkreis in Mecklenburg-Vorpommern. Er umfasst vom Landkreis Ludwigslust-Parchim die Stadt Hagenow sowie die Ämter Hagenow-Land, Stralendorf und Wittenburg.

## Wahl 2021
Bei der Landtagswahl in Mecklenburg-Vorpommern 2021 gab es in diesem Wahlkreis folgendes Ergebnis:
| Partei               | Direktkandidat    | Erststimmen      | Zweitstimmen     |
| -------------------- | ----------------- | ---------------- | ---------------- |
| SPD                  | Elisabeth Aßmann  | 38,7 %           | 43,5 %           |
| AfD                  | Birgit Bloch      | 16,5 %           | 15,2 %           |
| CDU                  | Dietmar Speßhardt | 19,0 %           | 14,8 %           |
| Die LINKE            | Stefan Lampe      | 10,5 %           | 9,1 %            |
| GRÜNE                | Andreas Katz      | 3,9 %            | 3,6 %            |
| FDP                  | Sebastian Höhn    | 7,7 %            | 6,3 %            |
| NPD                  | –                 | -                | 1,0 %            |
| Tierschutzpartei     | –                 | –                | 1,3 %            |
| Freier Horizont      | –                 | –                | 0,7 %            |
| Die PARTEI           | –                 | –                | 0,5 %            |
| FREIE WÄHLER         | Rainer Wilmer     | 2,0 %            | 1,0 %            |
| PIRATEN              | –                 | –                | 0,4 %            |
| LKR                  | –                 | –                | 0,0 %            |
| DKP                  | –                 | –                | 0,1 %            |
| Bündnis C            | –                 | –                | 0,1 %            |
| TIERSCHUTZ hier!     | –                 | –                | 0,4 %            |
| dieBasis             | Jana Andrees      | 1,3 %            | 1,0 %            |
| DiB                  | –                 | –                | 0,1 %            |
| FPA                  | Odin Knade        | 0,4 %            | 0,1 %            |
| ÖDP                  | –                 | –                | 0,1 %            |
| Die Humanisten       | –                 | –                | 0,1 %            |
| Gesundheitsforschung | –                 | –                | 0,2 %            |
| Team Todenhöfer      | –                 | –                | 0,2 %            |
| UNABHÄNGIGE          | –                 | –                | 0,3 %            |
| Wahlberechtigte      | 32.703 Einwohner  | 32.703 Einwohner | 32.703 Einwohner |
| Wahlbeteiligung      | 73,8              | 73,8             | 73,8             |

## Wahl 2016
Die Landtagswahl in Mecklenburg-Vorpommern 2016 führte zu folgenden Ergebnissen:
| Partei           | Direktkandidat     | Erststimmen      | Zweitstimmen     |
| ---------------- | ------------------ | ---------------- | ---------------- |
| SPD              | Elisabeth Aßmann   | 30,0 %           | 34,9 %           |
| CDU              | Nicole Wolf        | 26,7 %           | 19,9 %           |
| DIE LINKE        | Ilka Rietzschel    | 13,2 %           | 12,1 %           |
| GRÜNE            | Andreas Katz       | 2,7 %            | 3,0 %            |
| NPD              | –                  | –                | 2,9 %            |
| FDP              | Stephan Lange      | 2,6 %            | 2,9 %            |
| PIRATEN          | –                  | –                | 0,4 %            |
| FAMILIE          | –                  | –                | 0,9 %            |
| FREIE WÄHLER     | –                  | –                | 0,3 %            |
| Die PARTEI       | –                  | –                | 0,3 %            |
| Die Achtsamen    | Anke Gräber        | 3,6 %            | 1,2 %            |
| ALFA             | –                  | –                | 0,2 %            |
| AfD              | Christian Kaminski | 19,1 %           | 17,3 %           |
| Bündnis C        | –                  | –                | 0,0 %            |
| DKP              | –                  | –                | 0,2 %            |
| Freier Horizont  | Ralf Bornholdt     | 2,1 %            | 1,2 %            |
| Tierschutzpartei | –                  | –                | 1,3 %            |
| Wahlberechtigte  | 33.383 Einwohner   | 33.383 Einwohner | 33.383 Einwohner |
| Wahlbeteiligung  | 65,2 %             | 65,2 %           | 65,2 %           |

## Wahl 2011
Bei der Landtagswahl in Mecklenburg-Vorpommern 2011 gab es folgende Ergebnisse:
| Partei          | Direktkandidat   | Erststimmen     | Zweitstimmen    |
| --------------- | ---------------- | --------------- | --------------- |
| SPD             | Margret Seemann  | 45,3 %          | 42,8 %          |
| CDU             | Maik Rudolph     | 24,4 %          | 22,1 %          |
| DIE LINKE       | Karen Stramm     | 15,6 %          | 15,4 %          |
| GRÜNE           | Simone Rudloff   | 5,8 %           | 6,4 %           |
| NPD             | Stefan Köster    | 6,1 %           | 6,3 %           |
| FDP             | Eike Bone-Winkel | 2,9 %           | 2,8 %           |
| FAMILIE         |                  |                 | 1,3 %           |
| PIRATEN         |                  |                 | 1,2 %           |
| FREIE WÄHLER    |                  |                 | 0,7 %           |
| Die PARTEI      |                  |                 | 0,3 %           |
| AB              |                  |                 | 0,2 %           |
| AUF             |                  |                 | 0,2 %           |
| APD             |                  |                 | 0,2 %           |
| PBC             |                  |                 | 0,1 %           |
| ödp             |                  |                 | 0,0 %           |
| REP             |                  |                 | 0,0 %           |
| Wahlberechtigte | 34648 Einwohner  | 34648 Einwohner | 34648 Einwohner |
| Wahlbeteiligung | 55,4 %           | 55,4 %          | 55,4 %          |

## Wahl 2006
Bei der Landtagswahl in Mecklenburg-Vorpommern 2006 gab es folgende Ergebnisse:
| Partei          | Direktkandidat  | Erststimmen     | Zweitstimmen    |
| --------------- | --------------- | --------------- | --------------- |
| SPD             | Margret Seemann | 37,8 %          | 36,1 %          |
| CDU             | Andreas Petters | 29,0 %          | 27,6 %          |
| PDS             | Gabriele Měšťan | 14,7 %          | 13,7 %          |
| FDP             | Enrico Reuter   | 8,9 %           | 9,6 %           |
| NPD             | Stefan Köster   | 7,0 %           | 7,1 %           |
| GRÜNE           | Ludger Klus     | 2,6 %           | 2,4 %           |
| FAMILIE         |                 |                 | 1,1 %           |
| GRAUE           |                 |                 | 0,7 %           |
| WASG            |                 |                 | 0,4 %           |
| Bündnis für M-V |                 |                 | 0,3 %           |
| Deutschland     |                 |                 | 0,3 %           |
| Offensive D     |                 |                 | 0,2 %           |
| PBC             |                 |                 | 0,2 %           |
| AGFG            |                 |                 | 0,2 %           |
| AB              |                 |                 | 0,1 %           |
| APD             |                 |                 | 0,1 %           |
| Wahlberechtigte | 35581 Einwohner | 35581 Einwohner | 35581 Einwohner |
| Wahlbeteiligung | 64,9 %          | 64,9 %          | 64,9 %          |

## Wahl 2002
Bei der Landtagswahl in Mecklenburg-Vorpommern 2002 gab es folgende Ergebnisse:
| Partei          | Direktkandidat  | Erststimmen     | Zweitstimmen    |
| --------------- | --------------- | --------------- | --------------- |
| SPD             | Margret Seemann | 47,8 %          | 45,7 %          |
| CDU             | Andreas Petters | 30,5 %          | 29,3 %          |
| PDS             | Gabriele Měšťan | 16,1 %          | 14,1 %          |
| FDP             | Fred Splisteser | 5,6 %           | 4,6 %           |
| GRÜNE           |                 |                 | 2,2 %           |
| Schill          |                 |                 | 1,8 %           |
| NPD             |                 |                 | 0,8 %           |
| SPASSPARTEI     |                 |                 | 0,7 %           |
| GRAUE           |                 |                 | 0,2 %           |
| Bürgerpartei MV |                 |                 | 0,2 %           |
| REP             |                 |                 | 0,1 %           |
| V.P.M.V.        |                 |                 | 0,1 %           |
| SLP             |                 |                 | 0,1 %           |
| PBC             |                 |                 | 0,1 %           |
| Wahlberechtigte | 37657 Einwohner | 37657 Einwohner | 37657 Einwohner |
| Wahlbeteiligung | 73,3 %          | 73,3 %          | 73,3 %          |